# Gattyana brunnea
Gattyana brunnea är en ringmaskart som beskrevs av Hartman 1966. Gattyana brunnea ingår i släktet Gattyana och familjen Polynoidae. Inga underarter finns listade i Catalogue of Life.